# Pterartoriola
Pterartoriola is een geslacht van spinnen uit de familie wolfspinnen (Lycosidae).

## Soorten
De volgende soorten zijn bij het geslacht ingedeeld:
- Pterartoriola caldaria (Purcell, 1903)
- Pterartoriola lativittata (Purcell, 1903)
- Pterartoriola lompobattangi (Merian, 1911)
- Pterartoriola sagae (Purcell, 1903)
- Pterartoriola subcrucifera (Purcell, 1903)